# Federico Ciccodicola
Federico Ciccodicola (Arpino, 10 marzo 1860 – Napoli, 24 gennaio 1924) è stato un ufficiale ed agente diplomatico italiano.

## Biografia
Federico Ciccodicola fu Colonnello d'artiglieria, Ministro Plenipotenziario italiano in Etiopia, Ministro Residente italiano a Bangkok (nell'allora Siam) e Commendatore al merito coloniale.
Operò in Africa, durante la Campagna d'Africa Orientale, prima come Maggiore d'artiglieria e successivamente come diplomatico per dirimere le controversie circa il confine fra Eritrea ed Etiopia.
Sul fronte militare si fece notare per il valore dimostrato al comando della batteria indigena da montagna costituita il 3 ottobre 1888:
(Il Carroccio, 1922, v.16, p.327)
Effettuò interventi nella battaglia di Coatit, tra gli italiani e gli uomini di ras Mangascià, governatore del Tigrai. A tal proposito viene ricordato l'episodio del proiettile (sparato dalla batteria del Ciccodicola) che attraversò la tenda del ras e lo costrinse alla fuga:
(Almanacco Italiano 1908 p. 52 - 15 gennaio 1895)
(La prima guerra d'Africa, Roberto Battaglia, Einaudi, 1958, p.606)
(Annuario dell'Africa Italiana e delle Isole dell'Egeo, 1933, p.475)
(Squadrone bianco: storia delle truppe coloniali italiane, Domenico Quirico, Mondadori, 2002)

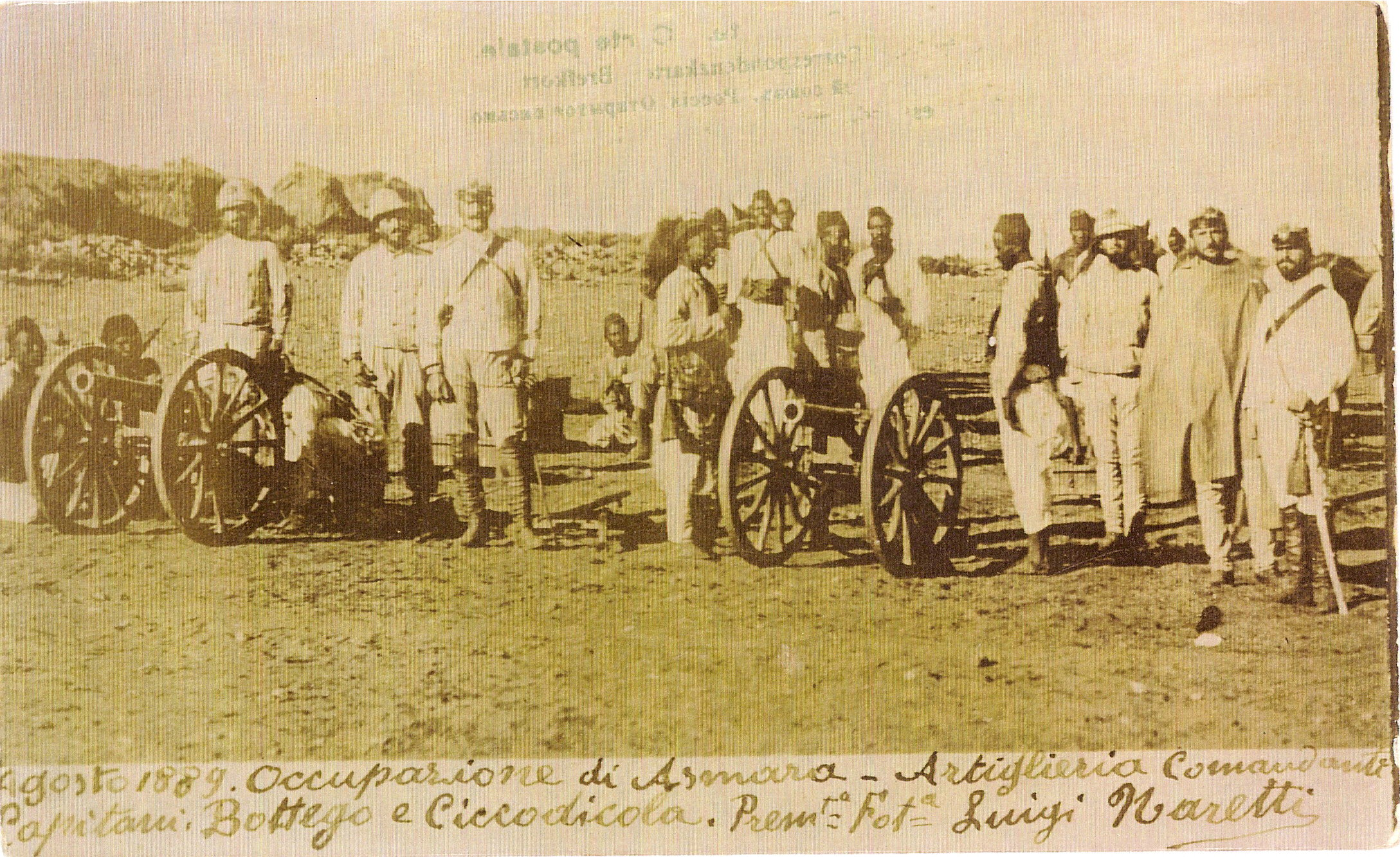
Agosto 1889, occupazione di Asmara. Capitani Vittorio Bottego (terzo in piedi da sinistra) e Federico Ciccodicola (primo in piedi da destra). Fotografia scattata da Luigi Naretti.

Sul piano diplomatico, fu nominato Ministro Plenipotenziario Residente in Etiopia da Francesco Crispi in base all'articolo VII del Trattato di amicizia e commercio del 24 giugno 1897. Fu Cesare Nerazzini a darne comunicazione al Negus il 3 settembre 1897 in un telegramma:
(Documenti diplomatici italiani, 1908, p.426)
Nel 1900, concludendo positivamente la propria missione, raggiunse l'accordo sul confine tra Etiopia ed Eritrea (accordo siglato ad Addis Abeba il 10 luglio del 1900 dal Negus etiope Menelik II e da Ciccodicola in rappresentanza del re Umberto I). Il risultato, ottenuto dopo trattative lente e difficili, costituiva anche un successo personale per Ciccodicola che rivendicava la sua parte di merito dichiarando:
(Le ragioni di un confine coloniale. Eritrea 1898-1908, Federica Guazzini, L'Harmattan Italia, 1999, p.106)
Due anni più tardi, il 15 maggio del 1902, siglava anche l'accordo anglo-italo-etiopico (firmato dall'Imperatore etiope Menelik II, da Ciccodicola e da Sir Harrington, Agente di Sua Maestà Britannica in Etiopia) sull'Aggiunto al Trattato del 1900 che definiva anche i confini tra Sudan ed Eritrea.
È bene ricordare tuttavia che tali confini, particolarmente quello tra Eritrea ed Etiopia, sono ancora oggi oggetto di dispute territoriali.

Ciccodicola fu amico e compagno d'armi dell'esploratore ed ufficiale italiano Vittorio Bottego, i cui beni (fotografie, diari, beni personali) si prodigò a recuperare dopo l'agguato mortale del 17 marzo 1897, come testimoniato da Vannutelli e Citerni, compagni di Bottego, nella prefazione del libro sull'esplorazione dell'Omo: 
(L'Omo: viaggio d'esplorazione nell'Africa Orientale, Lamberto Vannutelli e Carlo Citerni, Hoepli, 1899, p.XVI)

## Curiosità
- Federico Ciccodicola è autore del libello: Per la nostra vittoria: conversazione tenuta agli artiglieri del 4º Fortezza il 6 novembre 1917. (L.Alicò, Messina, 1917)
- Suo padre, Vincenzo Ciccodicola, era cugino della pianista Elisa Ciccodicola e fratello del Mons. Edoardo Ciccodicola (Prelato domestico di Sua Santità, Protonotario Apostolico, Cap.Conv. dell'Ordine Sovrano di Malta, Elemosiniere Onorario di Sua Altezza Serenissima Carlo III Principe Sovrano di Monaco) autore di vari libri di argomento teologico e storico.[2]
- Circa l'allestimento della lussuosa residenza di Addis Abeba assume particolare importanza la testimonianza contenuta nell'articolo firmato da Richard K.P. Pankhurst ed apparso nel 1956 sulle pagine dell'Ethiopia Observer, intitolato "The City Fifty Years Ago"[3]:

## Onorificenze
- Nel centro storico di Arpino (FR) vi è una strada a lui dedicata: via Capitano Federico Ciccodicola.[4]

- Nel centro storico di Sannicandro di Bari (BA) vi è una strada a lui dedicata: via Federico Ciccodicola.